# Puchar Polski w piłce nożnej (1991/1992)
Puchar Polski w piłce nożnej mężczyzn 1991/1992 – 38. edycja rozgrywek mających na celu wyłonienie zdobywcy Pucharu Polski, który uzyskał tym samym prawo gry w 1/16 finału Pucharu Zdobywców Pucharów w sezonie 1992/1993. Mecz finałowy odbył się na Stadionie Wojska Polskiego w Warszawie.
Tytuł zdobyła drugoligowa Miedź Legnica, dla której był to pierwszy tryumf w historii klubu.
Runda Wstępna - 24 lipca 1991
Prosna Kalisz – Zjednoczeni Pudliszki 3-1
I Runda - 28 i 29 lipca 1991
ŁKS Łomża – Polonia Warszawa 0-0, k. 4-1
Darłovia Darłowo – Polger Police 4-0
Lechia Dzierżoniów – Ślęza Wrocław 2-1
Start Nowy Sącz – Cracovia 1-2
Hetman Zamość – Avia Świdnik 0-3 (wo)
Arka Gdynia – Olimpia Elbląg 1-1, k. 4-3
Stal Jezierzyce –  Chemik Bydgoszcz 3-4
Jagiellonia II Białystok – Bug Wyszków 0-3 (wo)
Górnik Łęczyca – Górnik Konin 0-3
Polonia Chodzież – Stoczniowiec Barlinek 6-1
Olimpia Kamienna Góra – Lechia Zielona Góra 1-0
Morcinek Kaczyce – Piast Gliwice 0-2
Spomasz Kańczuga – Stal Sanok 3-1
Błękitni Ropczyce – Unia Tarnów 2-5
Czarni Otmuchów – Terpol Sieradz 1-1, k. 2-4
Start Krasnystaw – AZS Biała Podlaska 0-1
Włocłavia Włocławek – Lech II Poznań 4-0
Górnik Złotoryja – Prosna Kalisz 2-0
Piotrcovia Piotrków Trybunalski – Motor Praszka 1-5
Jeziorak Iława – Wigry Suwałki 4-1
Legia Chełmża – MZKS Płońsk 5-3
Podlasie Sokołów Podlaski – Radomiak Radom 1-4
Stal Gorzyce – KSZO Ostrowiec Świętokrzyski 3-1
Pelikan Łowicz – Włókniarz Pabianice 2-2, k. 6-5
II Runda - 8 sierpnia 1991
Darłovia Darłowo – Arka Gdynia 4-1
Polonia Chodzież – Chemik Bydgoszcz 1-1, k. 5-4
Lechia Dzierżoniów – Piast Gliwice 2-1
Spomasz Kańczuga – Stal Gorzyce 0-1
Legia Chełmża – Jeziorak Iława 2-5
Włocłavia Włocławek – Pelikan Łowicz 5-2
Górnik Złotoryja – Olimpia Kamienna Góra 4-1
Terpol Sieradz – Górnik Konin 2-1
Motor Praszka – Radomiak Radom 1-1, k. 5-6
ŁKS Łomża – Bug Wyszków 0-3
AZS Biała Podlaska – Avia Świdnik 0-1
Unia Tarnów – Cracovia 3-1
III Runda - 20 i 21 sierpnia 1991
Avia Świdnik – Stal Rzeszów 2-3, po dogr.
Unia Tarnów – Stal Stalowa Wola 1-4
Terpol Sieradz –  Widzew Łódź 0-1
Darłovia Darłowo – Pogoń Szczecin 1-5
Lechia Dzierżoniów – Raków Częstochowa 0-1, po dogr.
Polonia Chodzież – Lechia Gdańsk 2-0
Stal Gorzyce – Korona Kielce 1-2
Jeziorak Iława – Jagiellonia Białystok 1-3, po dogr.
Włocłavia Włocławek – Stilon Gorzów Wielkopolski 0-5
Górnik Złotoryja – Górnik Wałbrzych 2-1
Radomiak Radom – Polonia Bytom 1-1, k. 4-5
Ostrovia Ostrów Wielkopolski – Miedź Legnica 1-1, k. 1-3
Hutnik Warszawa – Siarka Tarnobrzeg 2-1
Szombierki Bytom – Zagłębie Wałbrzych 2-3
Resovia – Odra Wodzisław Śląski 4-0
Bug Wyszków – Gwardia Warszawa 1-2
IV Runda - 3 i 4 września 1991
Stal Stalowa Wola – Śląsk Wrocław 2-1
Stal Rzeszów – Wisła Kraków 2-1, po dogr.
Górnik Złotoryja – Legia Warszawa 0-4
Resovia – Górnik Zabrze 0-2
Widzew Łódź – Hutnik Kraków 3-1
Polonia Chodzież – Igloopol Dębica 2-1
Korona Kielce – Zagłębie Lubin 3-1, po dogr.
Hutnik Warszawa – Lech Poznań 3-1
Stilon Gorzów Wielkopolski – Zagłębie Sosnowiec 4-0
Polonia Bytom – Ruch Chorzów 1-4, po dogr.
Zagłębie Wałbrzych – GKS Katowice 1-2
Miedź Legnica – Stal Mielec 3-2
Gwardia Warszawa – Olimpia Poznań 1-2
Pogoń Szczecin – Zawisza Bydgoszcz 2-3, po dogr.
Jagiellonia Białystok – Motor Lublin 3-2
Raków Częstochowa –  ŁKS Łódź 1-1, k. 1-3

## 1/8 finału
Mecze zostały rozegrane 20 listopada 1991.
Polonia Chodzież – Zawisza Bydgoszcz 2:2, k. 1:3 (Żolik 21' Dziuba 118' - Kot 29' Modracki 112')

Stal Stalowa Wola – Ruch Chorzów 2:0 (Jaskulski 56' Brytan 82')

Jagiellonia Białystok – Widzew Łódź 1:3 (Frankowski 78' - Chałaśkiewicz 21' Kosowski 39' Cisek 63')

Miedź Legnica – Olimpia Poznań 1:0 (Dyluś 50'k.)

Hutnik Warszawa – Stilon Gorzów Wielkopolski 2:4 (Toporek 18' Calski 57' - Dragon 13' Ludniewski 62' Burzawa 63' Cieślewicz 70')

Korona Kielce – ŁKS Łódź 0:1 (Wieszczycki 12')

Stal Rzeszów – Legia Warszawa 1:0 dogr. (Szeliga 96')

GKS Katowice – Górnik Zabrze 0:0, k. 1:3

## Ćwierćfinały
Pierwsze mecze zostały rozegrane 18 marca 1992, a rewanże 1 kwietnia 1992.
ŁKS Łódź – Stal Rzeszów 2:0 (Kruszankin 4' Grad 56')

Stal Rzeszów – ŁKS Łódź 1:1 (Szeliga 31' - Traczyk 67')

-

Stilon Gorzów Wielkopolski – Stal Stalowa Wola 0:0

Stal Stalowa Wola – Stilon Gorzów Wielkopolski 0:1 (Burzawa 56')

-

Miedź Legnica – Zawisza Bydgoszcz 2:1 (Wójcik 22' Dyluś 35' - Czyrek 2')

Zawisza Bydgoszcz – Miedź Legnica 2:2 dogr. (Kot 29' Pasieka 73'k. - Baziuk 2' Wójcik 108')

-

Widzew Łódź – Górnik Zabrze 0:1 (Jegor 5'k.)

Górnik Zabrze – Widzew Łódź 1:0 (Kraus 17'k.)

## Półfinały
Pierwsze mecze zostały rozegrane 20 maja 1992, a rewanże 10 czerwca 1992.
ŁKS Łódź – Górnik Zabrze 1:1 (Gałaj 70' - Kraus 87')

Górnik Zabrze – ŁKS Łódź 2:1 dogr. (R.Staniek 16' Orzeszek 107' - Kruszankin 27'k.)

-

Miedź Legnica – Stilon Gorzów Wielkopolski 3:0 (Dyluś 10' 47'k. Cymbała 88')

Stilon Gorzów Wielkopolski – Miedź Legnica 1:1 (Burzawa 31' - Gierejkiewicz 23')

## Finał
| 24 czerwca 1992 20:00                                | Miedź Legnica · Baziuk 79' | 1:1 k. 4:30:1Raport                            | Górnik Zabrze · 9' Jegor | Stadion Wojska Polskiego, Warszawa Widzów: 3 500 Sędzia: Michał Listkiewicz (Warszawa) |
|                                                      |                            |                                                |                          |                                                                                        |
|                                                      |                            | Rzuty karne                                    |                          |                                                                                        |
| Dyluś · Gierejkiewicz · Kochanek · Ciliński · Wójcik |                            | Jegor · Wałdoch · Kraus · Piotrowicz · Staniek |                          |                                                                                        |